# Dentsu
Dentsu Group Inc. (яп. 株式会社電通 кабусікі-гайся денцу:, TYO: 4324) — японський рекламно-комунікаційний холдинг. Входить до найбільших світових медійних агентств. Штаб-квартира розташована в Токіо, офіси компанії знаходяться у 145 країнах.

## Інформація
Працює у Японії під брендом Dentsu Japan Network.
Міжнародний бізнес компанії зі штаб-квартирою в Лондоні називається Dentsu International (раніше Dentsu Aegis Network).
Після придбання британської Aegis Group у липні 2012 компанія включає шість глобальних брендів: Carat, Merkle, Dentsu X, iProspect, Dentsu Mcgarrybowen та Isobar, а також спеціалізовані бізнес-підрозділи у різних регіонах – 360i, Posterscope та інші.
У січні 2021 бренди iProspect та Vizeum об'єднані на більшості ринків.